# Манастир Успења Пресвете Богородице у Химелстиру
Манастир Успења Пресвете Богородице у Химелстиру је манастир епархије диселдорфске и њемачке, Српске православне цркве.
Манастир је настао на рушевинама евангелистичке цркве саграђене крајем 19. века. 1979. године постао духовни центар Срба у Немачкој и западној Европи. Парохија при манастиру која обухвата Хилдесхајм, Хамелн, Гослар и Холзминден има регистрованих око 150 домаћинстава, која манастир помажу стално или повремено.
1972. године Српска православна црква је отворила Епархијски центар у преуређеној згради некадашње евангелистичке цркве у Диселдорфу. Заједно са црквом, 1978. године у Химелстиру су купљене и две зграде. По благослову епископа Лаврентије оне су преуређене за потребе оснивања манастира. 
Манастир је и поред отварања епархијске канцеларије у Минхену, остао седиште тадашње Средњоевропске епархије. У њему су чести црквени скупови и симпозијуми, изложбе слика и предавања. Редовно се одржава Сабор српске омладине Западне Европе. 
Манастир поседује и радионицу за израду свећа, а цео комплекс украшава лепо уређена порта са дрворедом и вртом. 